# Aurelia Star
Aurelia Star là một tuần báo địa phương chủ yếu hoạt động tại Aurelia và Alta ở Iowa. Tờ báo được xuất bản lần đầu tiên vào tháng 3 năm 1881 dưới tên Aurelia Sentinel và đã đổi chủ ít nhất 11 lần trong suốt lịch sử hoạt động.

## Tiền thân
Trước thời điểm số báo đầu tiên của Aurelia Sentinel ra đời, đã có hai tờ báo được lưu hành ở Aurelia, Iowa: một tờ có tên là Gazette, được in ở Storm Lake, Iowa từ năm 1878 và một tờ báo khác có tên ban đầu là Clincher cho đến khi chủ sở hữu của tờ báo, George L. Bailey, đổi tên nó thành Aurelia Independent. Cả hai tờ báo đều không còn tồn tại khi Aurelia Sentinel bắt đầu đi vào hoạt động.

## Lịch sử
Aurelia Sentinel được thành lập vào tháng 3 năm 1881, ban đầu vận hành bởi A. L. Belew cho đến năm 1891 khi được mua lại bởi C. G. Bundy. Năm 1893, Bundy đã bán tờ báo cho Bert Lloyd và anh trai của ông. Sau đó Bert Lloyd trở thành chủ sở hữu duy nhất vào năm 1896. Đến năm 1909, Lloyd bán lại tờ báo cho A. S. Crabb và ông tiếp tục quản lý tờ báo cho đến ngày 7 tháng 5 năm 1912 khi được E. C. Lighter mua lại. Lighter là người chịu trách nhiệm lưu hành tờ báo cho đến khi ông qua đời vào năm 1948. Tháng 7 năm 1950, tờ Aurelia Sentinel trong tài sản Lighter để lại được bán cho William H. Buist, một cư dân của thành phố Sioux, Iowa. Buist bán lại tờ báo cho Selene Lighter vào năm 1950, sau đó nó tiếp tục được bán đi vào cuối năm này cho Robert S. và Helen Forbes nhân dịp sinh nhật của Helen. Năm 1982, Robert Forbes đã bán tờ báo cho Laurence Ober ở Schaller, Iowa.
Dưới tên Aurelia Star, tờ báo đã được Nhà xuất bản Trung Mỹ mua lại từ Nhà xuất bản Marcell vào tháng 12 năm 2016, và được Storm Lake Times mua lại vào năm 2020. Tờ báo vẫn được xuất bản hàng tuần và các bản sao được lưu giữ tại Hiệp hội Lịch sử Bang Iowa.

## Định dạng
Trong bốn mươi năm xuất bản đầu tiên, mỗi từ được sắp chữ với từng chữ cái được sử dụng tại một thời điểm. Theo một cuốn sách xuất bản năm 1889, Sentinel được coi là một tờ báo của Đảng Cộng hòa. Khi chiếc máy Linotype đầu tiên đến với Aurelia, các dòng văn bản đã được đánh theo từng dòng một. Năm 1969, Aurelia Sentinel chuyển sang in offset.
Tờ báo định kỳ xuất bản hai đến ba ngày một tuần. Ngày 5 tháng 3 năm 1953, tờ báo đã được phát hành dưới dạng báo khổ nhỏ lần đầu tiên. Định dạng mới giúp tờ báo hoạt động dễ dàng hơn và ít bị tắc nghẽn bởi quảng cáo. Theo một báo cáo năm 1973, Aurelia Sentinel có 1.096 người đăng ký ở 34 bang.
Tờ báo chủ yếu hoạt động tại hai thành phố Aurelia và Alta ở Iowa.